# Wojciech Lemański

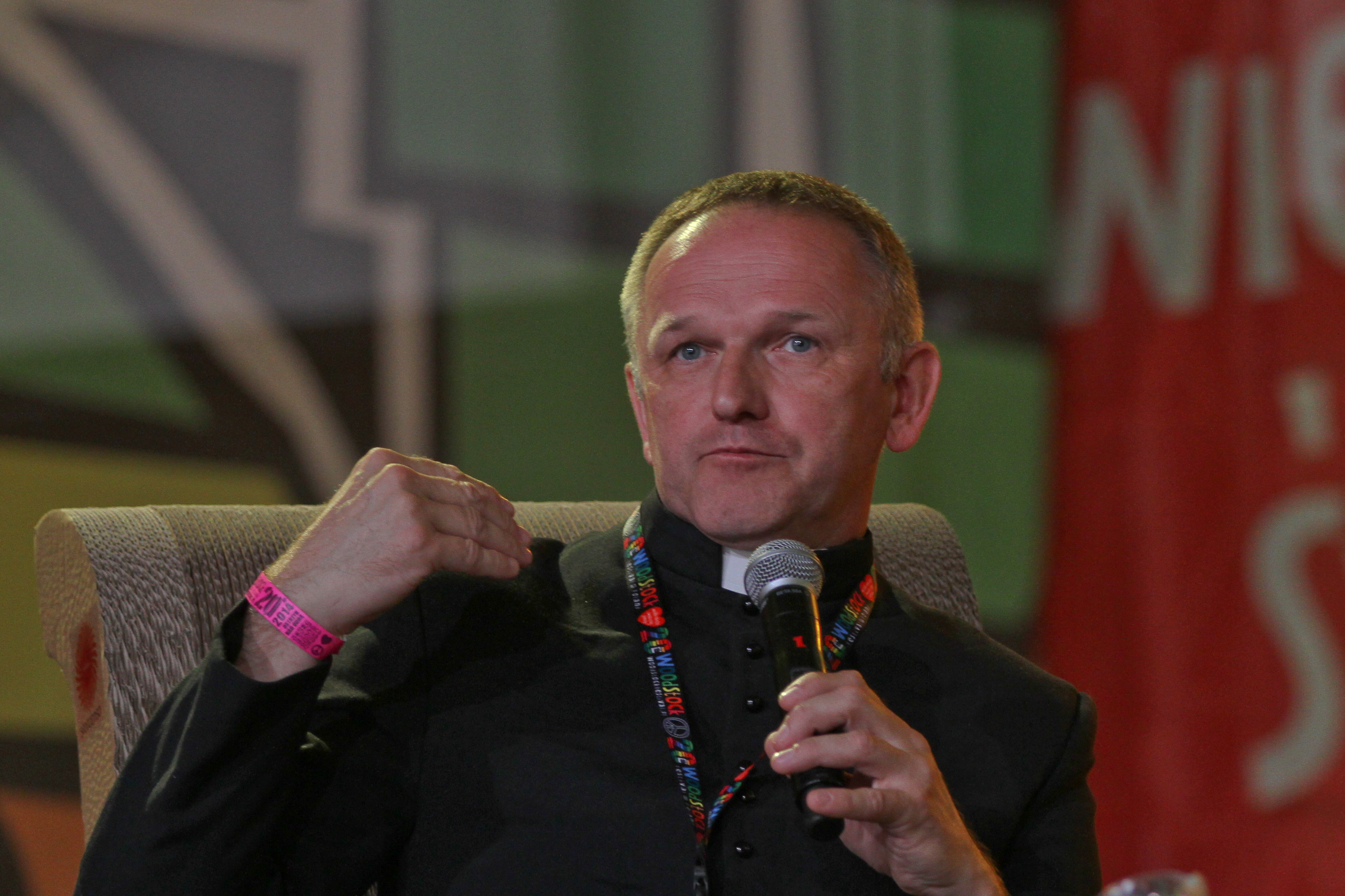
Przystanek Woodstock 2014

Wojciech Michał Lemański (* 22. září 1960, Legionowo, Polsko) je suspendovaný polský římskokatolický kněz, vysvěcený v roce 1987.

## Životopis
V červenci 2013 jej biskup Henryk Hoser zbavil funkce faráře poté, co Lemański veřejně kritizoval dokument, ve kterém sbor polských biskupů odsoudil umělé oplodnění, interrupce, eutanazii a antikoncepci. Na základě biskupova výnosu měl Lemański 15. července 2013 opustit farnost v Jasienici na východě Polska za „nerespektování a neuposlechnutí" nadřízeného. Biskup Hoser, který Lemańskému již dříve zakázal vyučovat náboženství, jej požádal, aby se odstěhoval do domova pro kněží v důchodu, ač mu bylo pouze 52 let.
Když se v neděli předtím objevili v kostele, kde byl Lemański farářem, tři emisaři vyslaní Hoserem, rychle je obklopil rozzlobený dav. Lemański tehdy prohlásil, že se stále cítí být pastýřem svého stáda ve smyslu kanonického práva. Tři duchovní se nakonec dali na ústup. Sotva nasedli do svého vozu, dav jej začal roztlačovat ve směru na Varšavu.
Přes podporu farníků a přesto, že výnos biskupa dál považuje za nespravedlivý, se Lemański nakonec rozhodl rezignovat. „Dnes tlačíte auto, ale zítra ho převrátíte a možná i někoho zraníte,“ řekl svým stoupencům. Poté si sbalil své věci a opustil faru s tím, že bude čekat na rozhodnutí Vatikánu ve svém sporu s nadřízenými.
Kromě farníků se za kněze postavila také rada pro dialog mezi židy a křesťany, ve které se aktivně angažoval. Pořádal například modlitby v prostorách bývalého koncentračního tábora Treblinka, ve kterém němečtí nacisté vyhlazovali v Polsku židy. Lemański v minulosti také kritizoval vedení církve za to, že nedělá dost proti antisemitským názorům mezi polskými katolíky. Dalším předmětem jeho kritiky církve bylo mírné zacházení s kněžími obviněnými ze sexuálního zneužívání.
V srpnu 2013 se Lemański, jehož případ v Polsku vzbudil velkou pozornost, objevil na titulních stranách polského vydání časopisu Newsweek nebo listu Gazeta Wyborcza. Na konci června 2014 arcibiskup Hoser změnil své původní rozhodnutí a ustanovil Lemańského kaplanem v neuropsychiatrickém centru pro děti a mládež v osadě Zagórze u obce Wiązowna. Dne 22. srpna 2014 byl znovu suspendován, důvodem měl být nedostatek lítosti nad minulostí a porušení zákazu vyjadřovat se v médiích.

## Ocenění
- Za své aktivity k uctění památky polských Židů obdržel Lemański v roce 2008 z rukou tehdejšího prezidenta Lecha Kaczyńského jedno z nejvyšších polských ocenění, Řád Polonia Restituta.

## Dílo
- Lemański, Wojciech; Wacławik-Orpik, Anna: Z krwi, kości i wiary, Agora SA, 2013